# 訃報 2021年10月
訃報 2021年10月（ふほう 2021ねん10がつ）では、2021年10月に物故した、又は物故が報じられた人物について纏める。

## 1日 - 15日

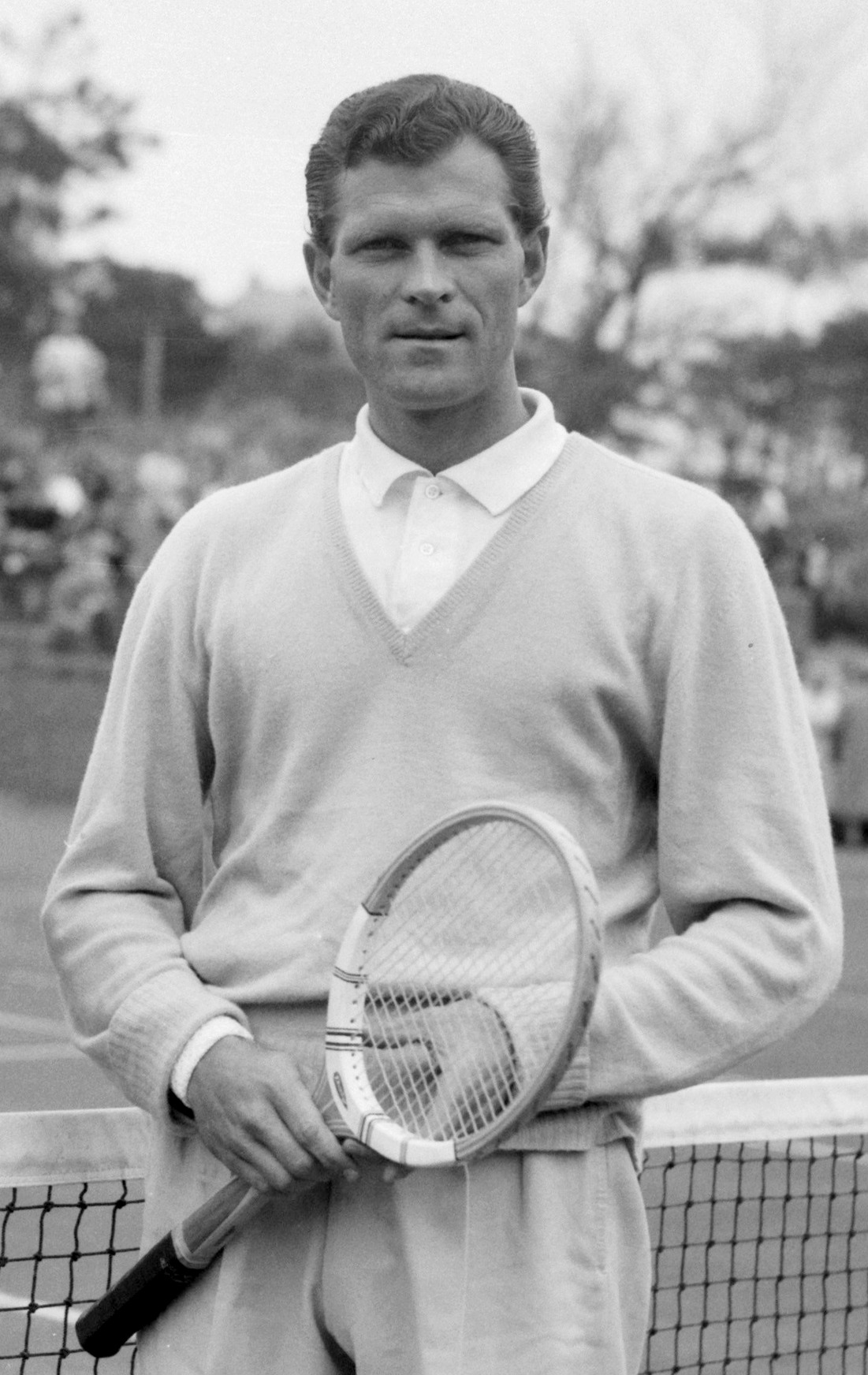
バッジ・パティー／10月3日没

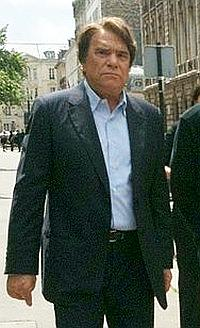
ベルナール・タピ／10月3日没

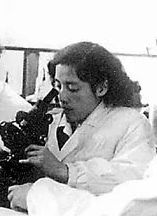
陳文新／10月7日没

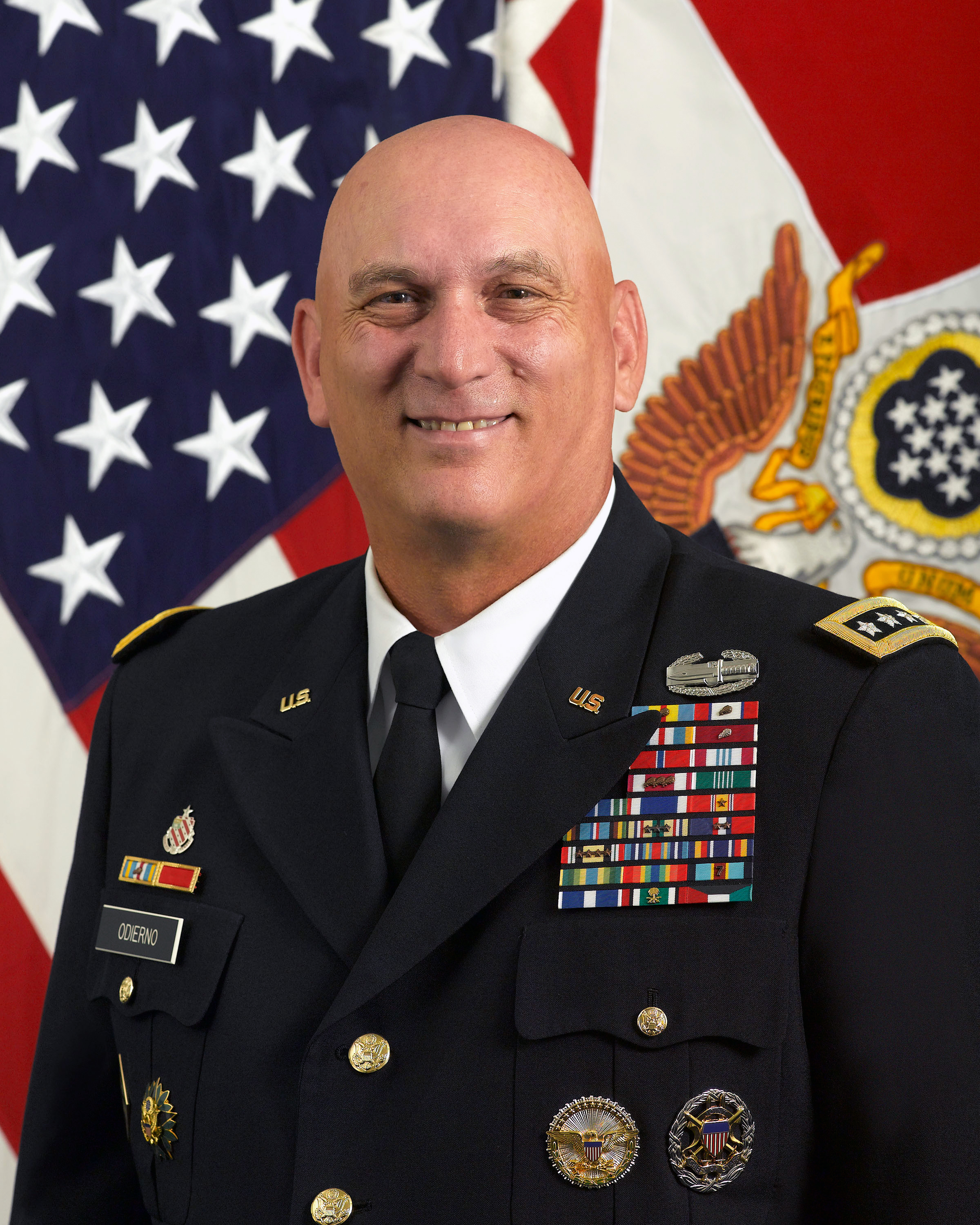
レイモンド・オディエルノ／10月8日没

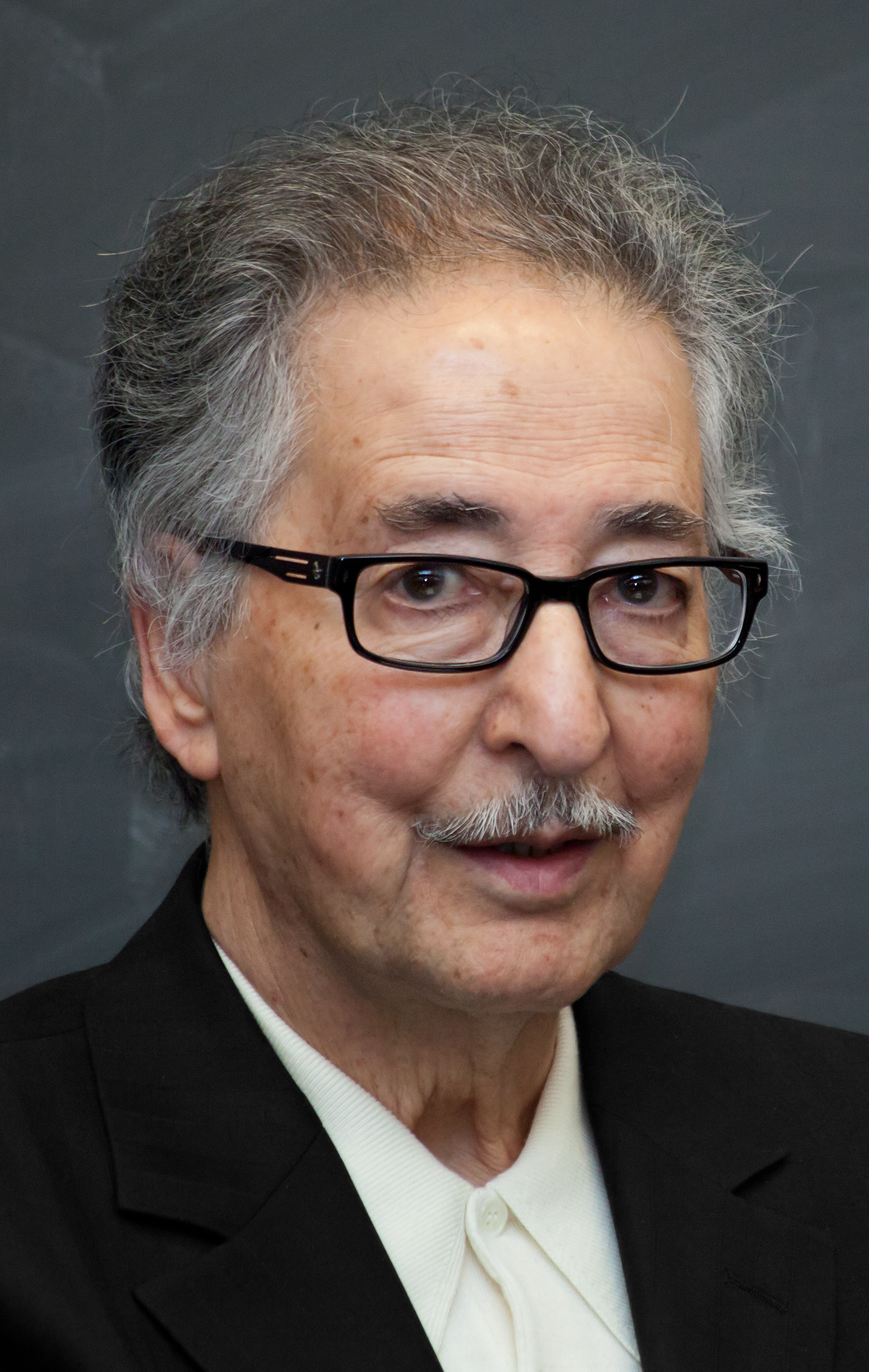
アボルハサン・バニーサドル／10月9日没

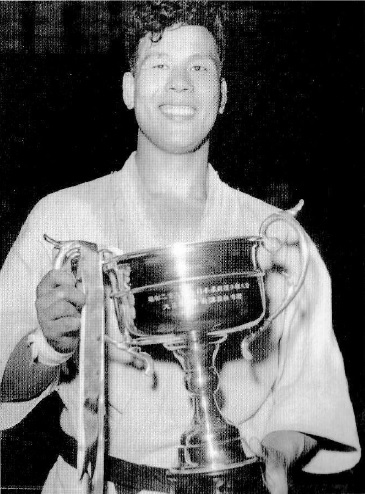
醍醐敏郎／10月10日没

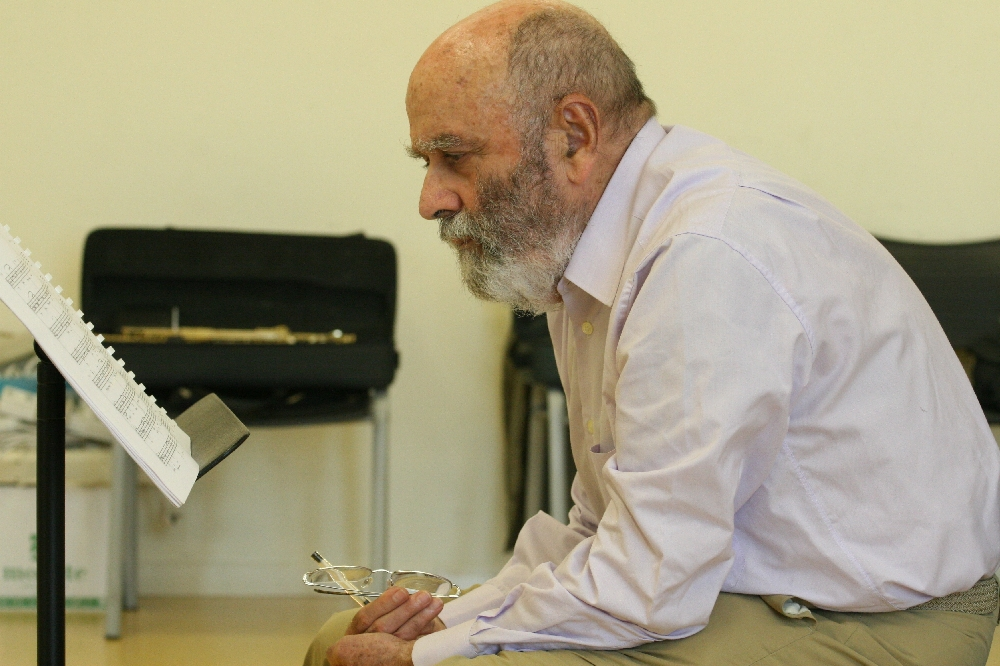
ルイス・デ・パブロ／10月10日没

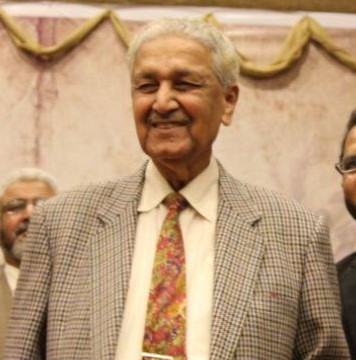
アブドゥル・カディール・カーン／10月10日没

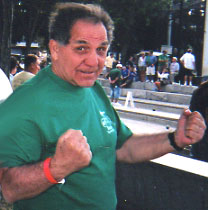
トニー・デマルコ／10月11日没

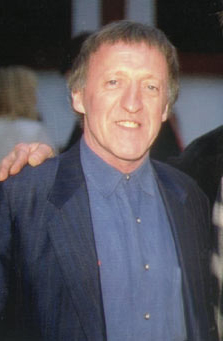
パディ・モローニ／10月11日没

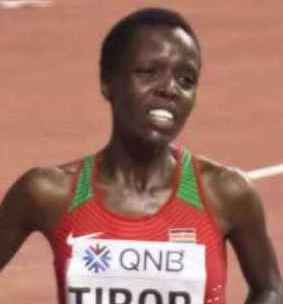
アグネス・ジェベット・ティロップ／10月13日没

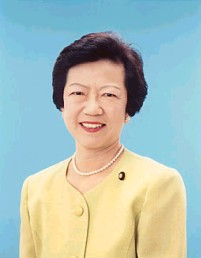
森山眞弓／10月14日没

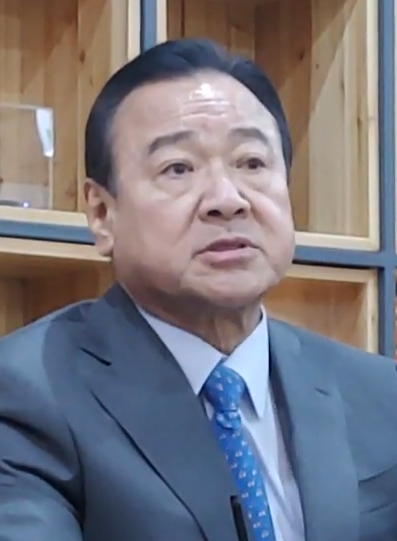
李完九／10月14日没

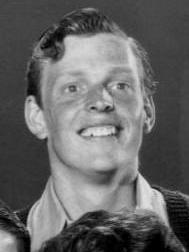
ギャヴァン・オハーリー／10月14日没

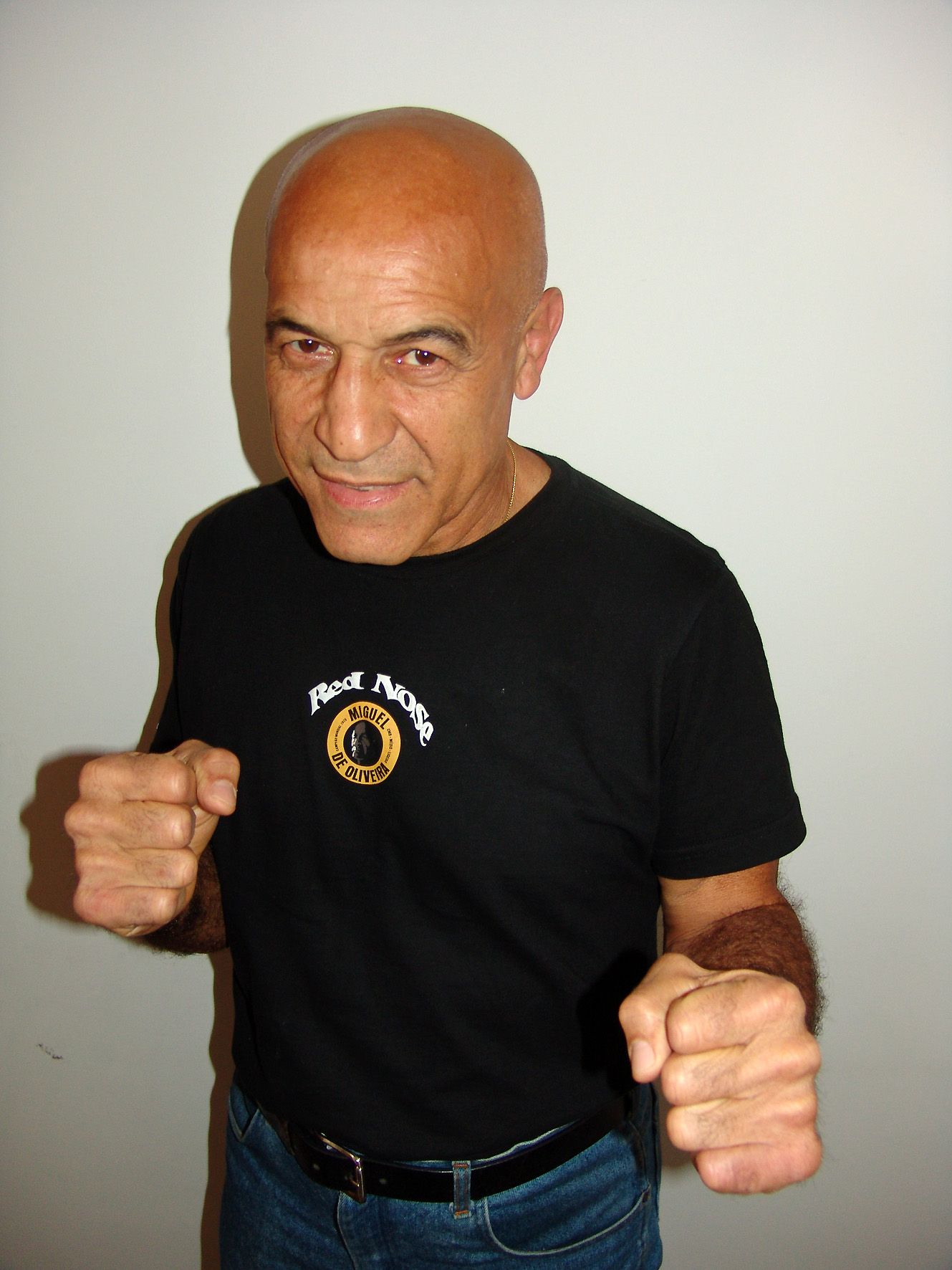
ミゲル・デ・オリベイラ／10月15日没

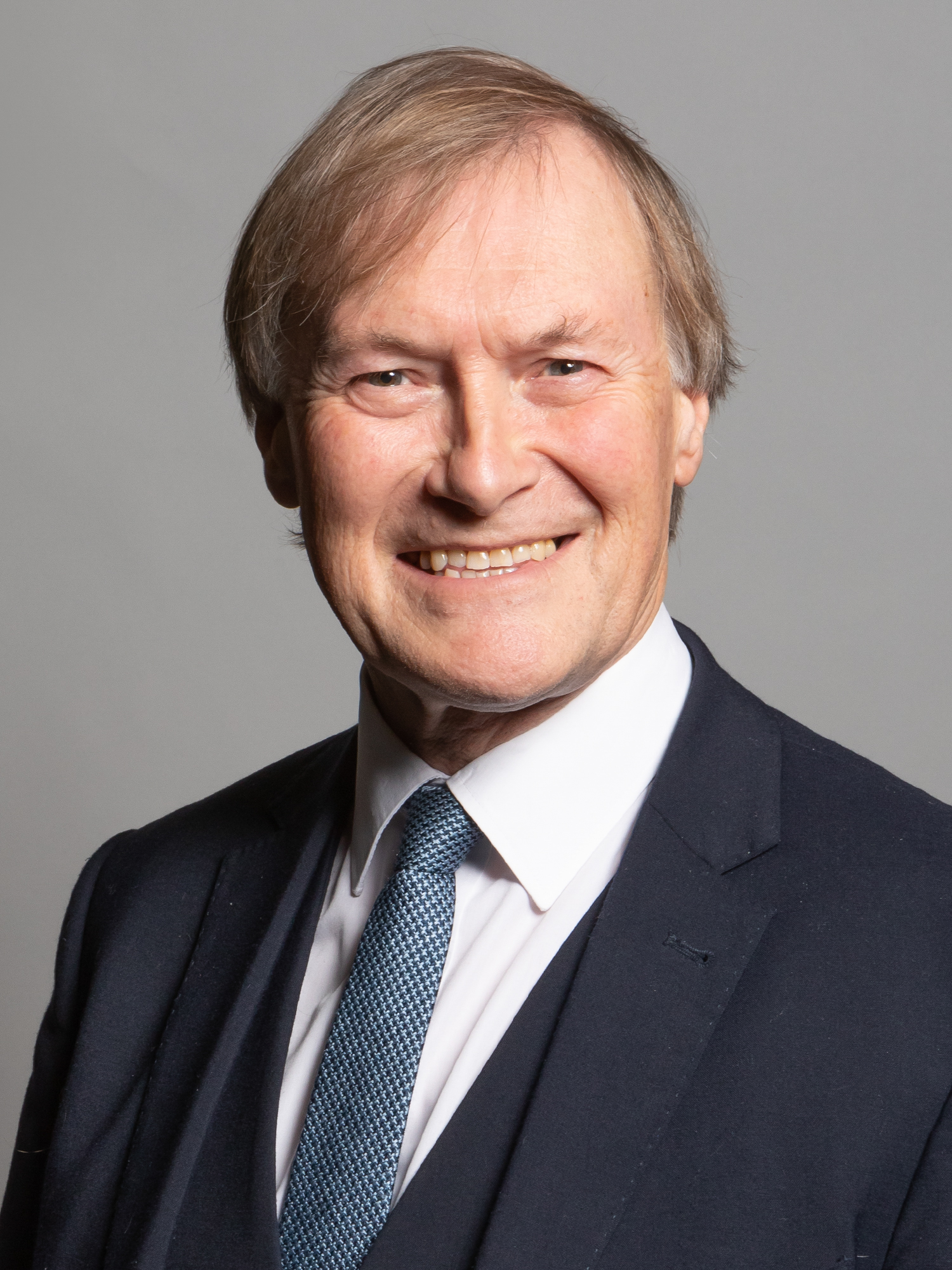
デイビッド・エイメス／10月15日没

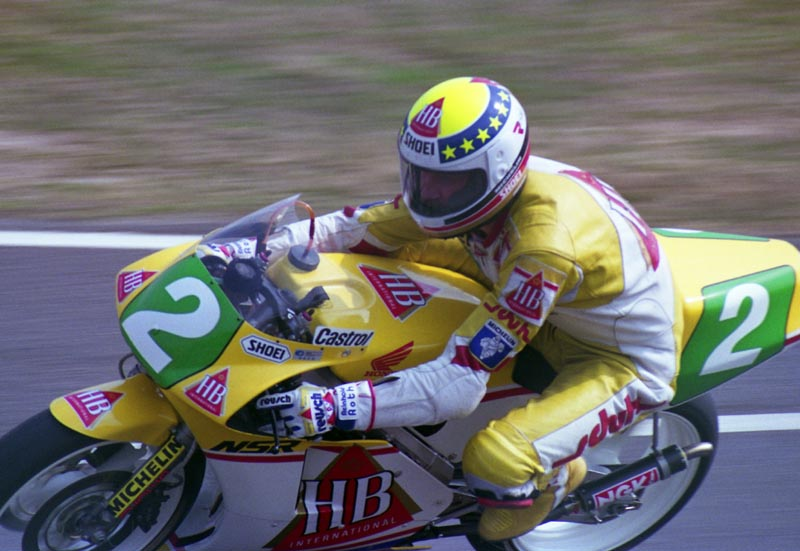
ラインハルト・ロス／10月15日没

- 10月1日 - 下森定、日本の法学者、法政大学元総長・名誉教授（* 1930年）[1]
- 10月1日 - レイモンド・グニウェク（英語版）、アメリカ合衆国のヴァイオリニスト、元メトロポリタン歌劇場管弦楽団コンサートマスター（* 1931年）[2]
- 10月1日 - アーリー・ウェルズ（英語版）、ニュージーランドの元セーリング競技選手、1964年東京オリンピックフライングダッチマン級金メダリスト（* 1933年）[3]
- 10月2日 - 伊東政吉、日本の経済学者、一橋大学名誉教授（* 1922年）[4]
- 10月2日 - ジョン・ウェス・タウンリー（英語版）、アメリカ合衆国の元レーシングドライバー（* 1989年）[5]
- 10月3日 - 本田稔、日本の海軍軍人（* 1923年）[6]
- 10月3日 - バッジ・パティー、アメリカ合衆国の元テニス選手、1950年全仏オープン・ウィンブルドン選手権男子シングルス優勝者（* 1924年）[7]
- 10月3日 - ホルヘ・アルトゥーロ・メディナ・エステヴェス（英語版）、チリのカトリック教会神父、枢機卿、元典礼秘跡省長官（* 1926年）[8]
- 10月3日 - シンシア・ハリス（英語版）、アメリカ合衆国の女優（* 1934年）[9]
- 10月3日 - ベルナール・タピ、フランスの実業家、政治家、俳優、元オリンピック・マルセイユ会長（* 1943年）[10]
- 10月3日 - ラーシュ・ビルクス（英語版）、スウェーデンのビジュアルアーティスト（* 1946年）[11]
- 10月3日 - 周潔、中華人民共和国の女優、舞踊家（* 1961年）[12]
- 10月3日 - マーク・ピルチャー（英語版）、イギリスのメイクアップアーティスト（* 1967年）[13]
- 10月3日 - ダニエル・レオーネ（英語版）、イタリアのサッカー選手（* 1993年）[14]
- 10月4日 - エディ・ロビンソン（英語版）、アメリカ合衆国の元MLB選手・球団役員、元テキサス・レンジャーズ、アトランタ・ブレーブスGM（* 1920年）[15]
- 10月4日 - ワレリー・ポドルジニー、ウクライナの元陸上競技選手、1980年モスクワオリンピック走幅跳銅メダリスト【旧ソビエト連邦代表】（* 1952年）[16]
- 10月4日 - セルゲイ・ダニリン、ロシアの元リュージュ選手、1984年サラエボオリンピック銀メダリスト【旧ソビエト連邦代表】（* 1960年）[17]
- 10月4日 - ナム・ムンチョル（朝鮮語版）、韓国の俳優（* 1971年）[18]
- 10月5日 - フランシスカ・セルサ・ドス・サントス、ブラジルのスーパーセンテナリアン、南アメリカ歴代最高齢者（* 1904年）[19][20]
- 10月5日 - ジュールス・テオバルド（英語版）、フランスのスーパーセンテナリアン、同国歴代最高齢男性（* 1909年）[21]
- 10月5日 - 大島雄次、日本の実業家、元安田生命保険（現明治安田生命保険）社長（* 1929年）[22]
- 10月5日 - 井口規、日本の体育学者、フィールドホッケー指導者、東京女子大学名誉教授、元ホッケー女子日本代表監督（* 1930年?）[23]
- 10月5日 - ジェリー・シップ（英語版）、アメリカ合衆国の元バスケットボール選手、1964年東京オリンピック金メダリスト（* 1935年）[24]
- 10月5日 - 北原健児、日本の新聞記者、実業家、元読売新聞西部本社取締役編集局長・福島中央テレビ会長（* 1938年?）[25]
- 10月5日 - 里村龍一、日本の作詞家（* 1949年）[26]
- 10月5日 - パット・フィッシュ（英語版）、イギリスのミュージシャン、ジャズ・ブッチャー（英語版）メンバー（* 1957年）[27]
- 10月5日 - ニコス・トゥウマニス（英語版）、ギリシャのサッカー選手（* 1990年）[28]
- 10月6日 - マーティン・シャーウィン、アメリカ合衆国の歴史学者、タフツ大学名誉教授（* 1937年）[29]
- 10月6日 - アルヴィンド・トリヴェディ、インドの俳優、政治家（* 1938年）[30]
- 10月6日 - 神谷郁代、日本のピアニスト（* 1946年）[31]
- 10月6日 - 中島浩、日本の情報工学者、京都大学教授（* 1956年?）[32]
- 10月6日 - 浅岡朝泰、日本の元サッカー選手・指導者、元日本代表【日本鋼管サッカー部、読売サッカークラブ所属】（* 1962年）[33]
- 10月7日 - 陳文新、中華人民共和国の微生物学者（* 1926年）[34]
- 10月7日 - レジー・パークス、カナダのプロレスラー、チャンピオンベルト製作者（* 1934年）[35][36]
- 10月7日 - 十代目柳家小三治、日本の落語家、元落語協会会長（* 1939年）[37]
- 10月7日 - 野本虎次、日本の将棋棋士（* 1945年）[38]
- 10月7日 - ジェームズ・ブロークンシャー（英語版）、イギリスの政治家、元国会議員・北アイルランド相（英語版）（* 1968年）[39]
- 10月8日 - アルベルト・アンドラージ、ポルトガルのセンテナリアン、存命中の世界最高齢兄弟であった人物（* 1911年）[40]
- 10月8日 - 杉山善幸、日本の航空宇宙工学者、名古屋大学名誉教授（* 1931年?）[41]
- 10月8日 - 白土三平、日本の漫画家（* 1932年）[42]
- 10月8日 - 副田義也、日本の社会学者、漫画評論家、筑波大学名誉教授、一般財団法人あしなが育英会名誉顧問（* 1934年）[43]
- 10月8日 - トニー・マクマホン（英語版）、アイルランドのダイアトニックアコーディオン奏者（* 1939年）[44]
- 10月8日 - エヴェレット・モートン（英語版）、セントクリストファー・ネイビス出身のイギリスのドラマー、ザ・ビート（英語版）メンバー（* 1950年）[45]
- 10月8日 - レイモンド・オディエルノ、アメリカ合衆国の元軍人、第38代陸軍参謀総長（* 1954年）[46]
- 10月8日（死亡確認日） - 星野敬太郎、日本の元プロボクサー、元WBA世界ミニマム級王者（* 1969年）[47][48]
- 10月9日 - アボルハサン・バニーサドル、イランの政治家、初代大統領（* 1933年）[49]
- 10月9日 - 野口龍、日本のフルート奏者、上野学園大学・桐朋学園芸術短期大学客員教授（* 1936年）[50]
- 10月9日 - ジム・ペンブローク（英語版）、イギリス出身のフィンランドのミュージシャン、ウィグワムメンバー（* 1946年）[51]
- 10月9日 - ディー・ポップ（英語版）、アメリカ合衆国のドラマー、ブッシュ・テトラス（英語版）メンバー（* 1956年）[52]
- 10月10日 - ルーシー・トンプソン（英語版）、アメリカ合衆国の元アニメーター、スーパーセンテナリアン、元ウォルト・ディズニー・カンパニー社員（* 1910年）[53][54][55]
- 10月10日 - 醍醐敏郎、日本の柔道家、講道館十段、1976年モントリオールオリンピック・1984年ロサンゼルスオリンピック柔道代表監督（* 1926年）[56]
- 10月10日 - 中島靖子、日本の邦楽家、箏曲生田流正派邦楽会二代目家元（* 1926年）[57]
- 10月10日 - ルイス・デ・パブロ、スペインの現代音楽作曲家（* 1930年）[58]
- 10月10日 - エヴェリン・リヒター、ドイツの写真家（* 1930年）[59]
- 10月10日 - アブドゥル・カディール・カーン、パキスタンの核物理学者、金属工学者（* 1936年）[60][61]
- 10月10日 - 沖本俊彦、日本の元海上保安官、元警備救難監（* 1937年?）[62]
- 10月10日 - 天満美智子、日本の言語学者、元津田塾大学長、同大学名誉教授（* 1922年）[63]
- 10月11日 - 越水春汀、日本の書家（* 1929年）[64]
- 10月11日 - 田村憲司、日本の実業家、元日本土建社長（* 1931年）[65]
- 10月11日 - トニー・デマルコ、アメリカ合衆国の元プロボクサー、元ボクシング世界ウェルター級王者（* 1932年）[66]
- 10月11日 - ルーカス・ダーフィト（英語版）、オーストリアのヴァイオリニスト（* 1934年）[67]
- 10月11日 - パディ・モローニ、アイルランドのミュージシャン、作曲家、音楽プロデューサー（* 1938年）[68]
- 10月11日 - 羽野忠、日本の化学工学者、大分大学前学長（* 1945年）[69]
- 10月11日 - デオン・エスタス（英語版）、アメリカ合衆国のミュージシャン、ワム!バンドメンバー（* 1956年）[70]
- 10月11日（遺体発見日） - 酒田元洋、日本の官僚、内閣府大臣官房審議官（* 1968年?）[71]
- 10月12日 - ドローレス・ベレス・ブラボー、エクアドルのスーパーセンテナリアン（* 1907年）[19]
- 10月12日 - ユベール・ジェルマン（英語版）、フランスの元自由フランス軍レジスタンス活動家、存命最後のリベラシオン勲章（英語版）受彰者（* 1920年）[72]
- 10月12日 - 林良四郎、日本の実業家、元長谷川香料社長（* 1921年?）[73]
- 10月12日 - 中根千枝、日本の社会人類学者、東京大学名誉教授（* 1926年）[74]
- 10月12日 - 澁谷弘利、日本の実業家、元澁谷工業社長（* 1931年）[75]
- 10月12日 - 岡本鉄二、日本の漫画家、白土三平の弟（* 1933年）[76]
- 10月12日 - ブライアン・ゴールドナー、アメリカ合衆国の実業家、ハズブロCEO（* 1963年）[77]
- 10月12日 - 藤井大誠、日本のイラストレーター（* 生年非公表）[78]
- 10月13日 - ティミュエル・ブラック（英語版）、アメリカ合衆国の歴史家、公民権運動家（* 1918年）[79]
- 10月13日 - ノーム・プロヴァン（英語版）、オーストラリアの元ラグビー選手・指導者、元同国代表（* 1931年）[80]
- 10月13日 - ヴィクトル・ブリュハーノフ（英語版）、ウズベク・ソビエト社会主義共和国出身の原子力発電所経営者、チェルノブイリ原子力発電所事故当時の所長（* 1935年）[81]
- 10月13日 - ゲイリー・ポールセン（英語版）、アメリカ合衆国の児童文学作家（* 1939年）[82]
- 10月13日 - レイ・フォッシー（英語版）、アメリカ合衆国の元MLB選手【クリーブランド・インディアンス、オークランド・アスレチックスほか所属】、アスレチックス専属解説者（* 1947年）[83]
- 10月13日 - 山本文緒、日本の小説家（* 1962年）[84]
- 10月13日 - （2021年コングスベルグ襲撃事件の犠牲者）
  - アンドレア・ホーゲン（英語版）（ネベルヘクセ）、ドイツの歌手、女優、モデル（* 1969年）[85]
- 10月13日 - アグネス・ジェベト・ティロップ、ケニアの陸上競技選手、2020年東京オリンピック女子5000m代表（* 1995年）[86]
- 10月14日 - 森山眞弓、日本の政治家、元参議院議員・衆議院議員【自由民主党所属】、第71代法務大臣、第118代文部大臣、第52代内閣官房長官、第22代環境庁長官（* 1927年）[87]
- 10月14日 - 竹内悊、日本の図書館学者、図書館情報大学（現筑波大学）名誉教授、元日本図書館協会理事長（* 1927年）[88]
- 10月14日 - トム・モーリー（英語版）、アメリカ合衆国のミュージシャン、サーフボードデザイナー（* 1935年）[89]
- 10月14日 - 李完九、大韓民国の政治家、元国務総理、元国会議員（* 1950年）[90]
- 10月14日 - ギャヴァン・オハーリー、アイルランド出身のアメリカ合衆国の俳優（* 1954年）[91]
- 10月14日（訃報発表日） - アブ・ムサブ・アル＝バルナウィ（英語版）、ナイジェリアの民兵組織指導者、西アフリカのIS（英語版）リーダー（* 生年不明）[92]
- 10月15日 - ドロシー・スティール（英語版）、アメリカ合衆国の女優（* 1926年）[93]
- 10月15日 - 山本長、日本の元海上保安官、第25代海上保安庁長官、元新東京国際空港公団総裁、元空港施設社長（* 1930年?）[94]
- 10月15日 - 松浦満、日本の物性物理学者、山口大学名誉教授（* 1943年）[95]
- 10月15日 - ミゲル・デ・オリベイラ、ブラジルの元プロボクサー、元WBC世界ジュニアミドル級王者（* 1947年）[96]
- 10月15日 - デイビッド・エイメス、イギリスの政治家、下院議員（* 1952年）[97]
- 10月15日 - ラインハルト・ロス、ドイツのオートバイレーサー（* 1952年）[98]
- 10月15日 - ポーンサック・ソーンセーン、タイの歌手（* 1960年）[99]
- 10月15日（訃報発表日） - 小杉隼太（HSU）、日本のベーシスト、Suchmosメンバー（* 1989年）[100]
- 10月15日 - マステン・ワンジャラ（英語版）、ケニアのシリアルキラー（* 2000年 - 2001年）[101]

## 16日 - 31日

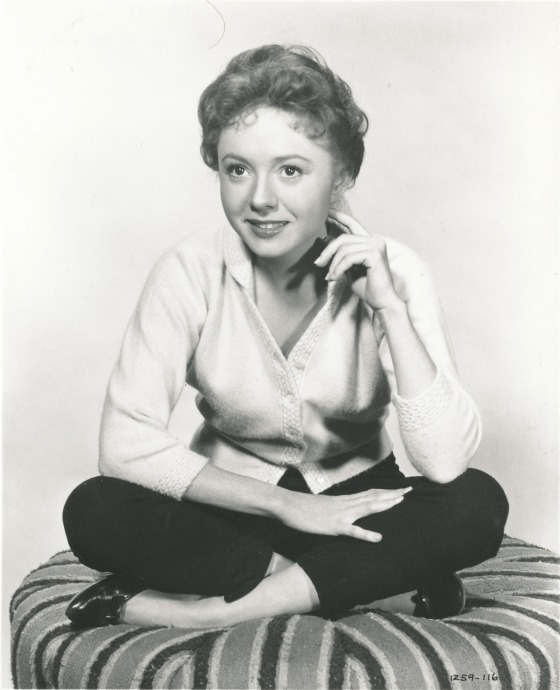
ベティ・リン／10月16日没

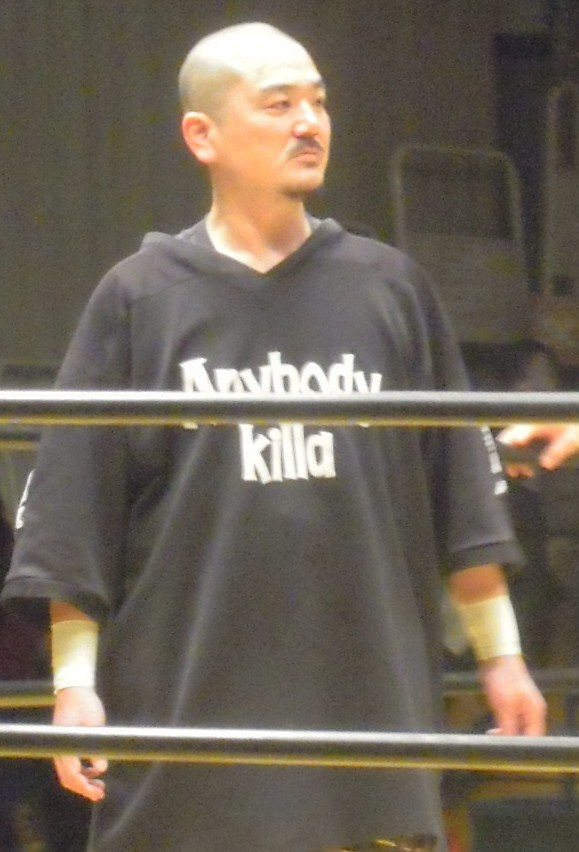
BADBOY非道／10月17日没

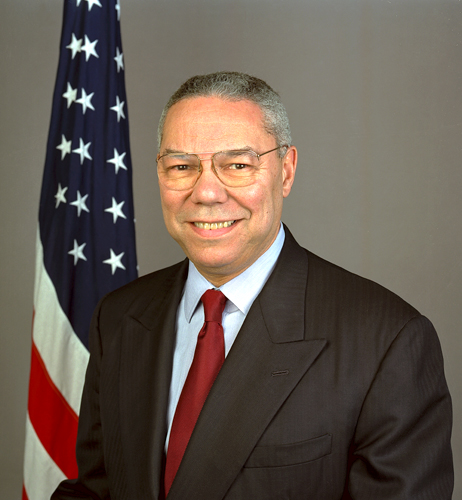
コリン・パウエル／10月18日没

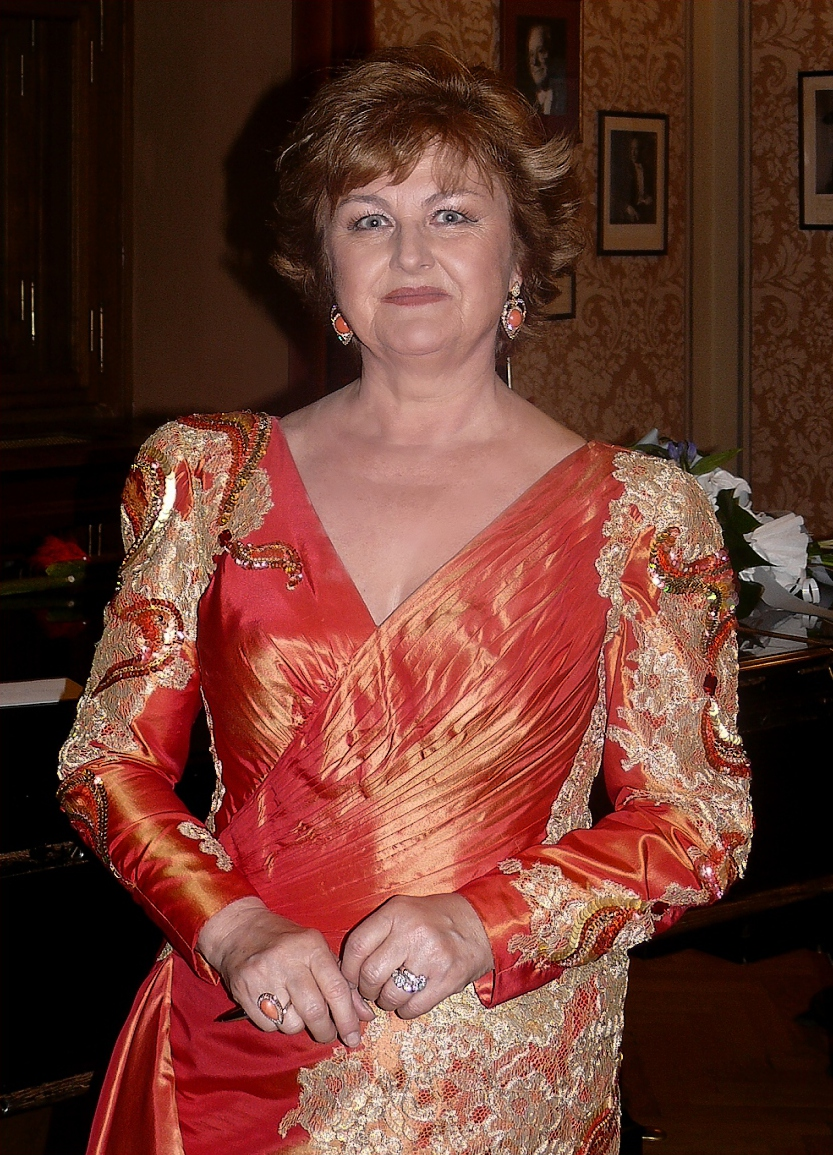
エディタ・グルベローヴァ／10月18日没

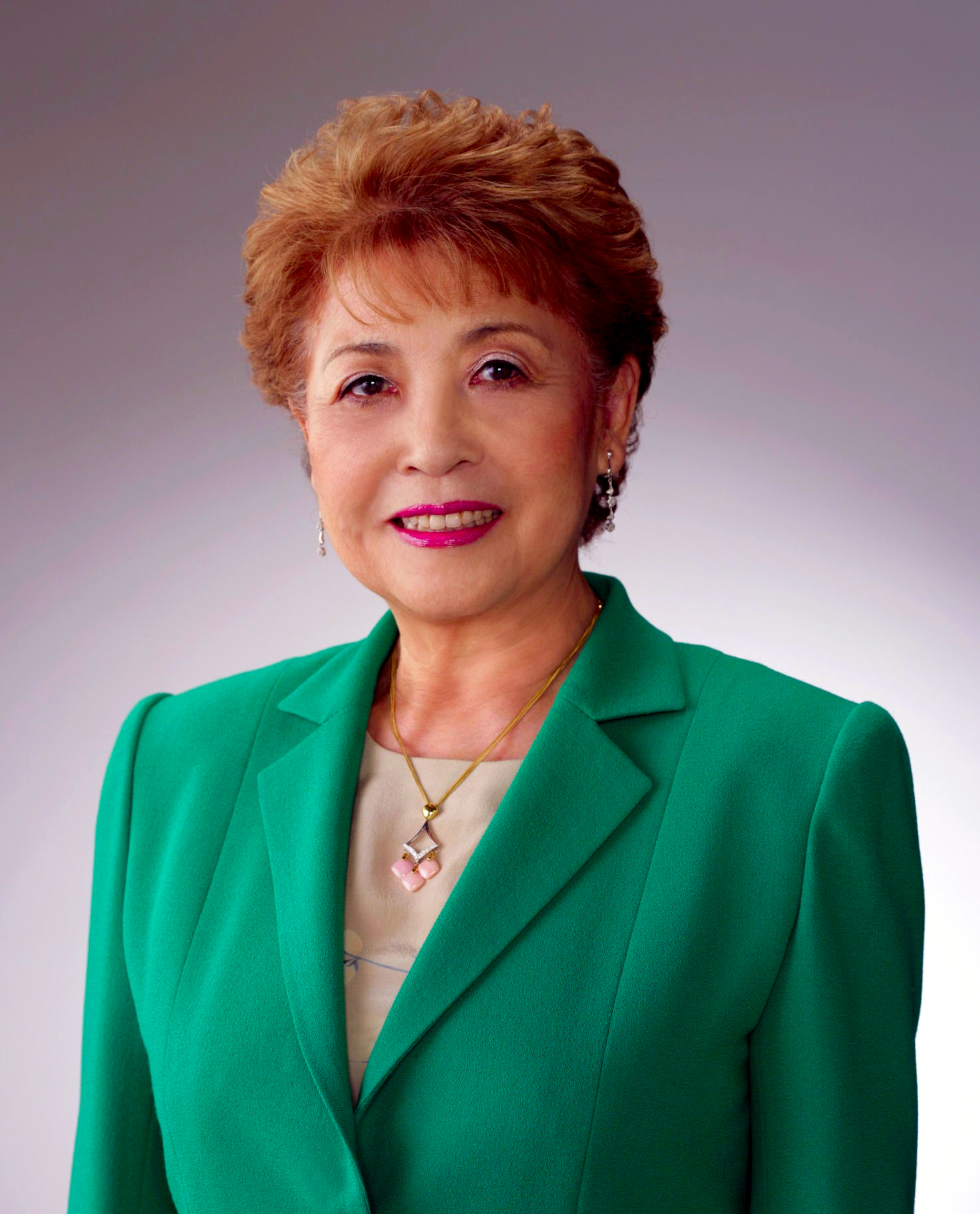
牧阿佐美／10月20日没

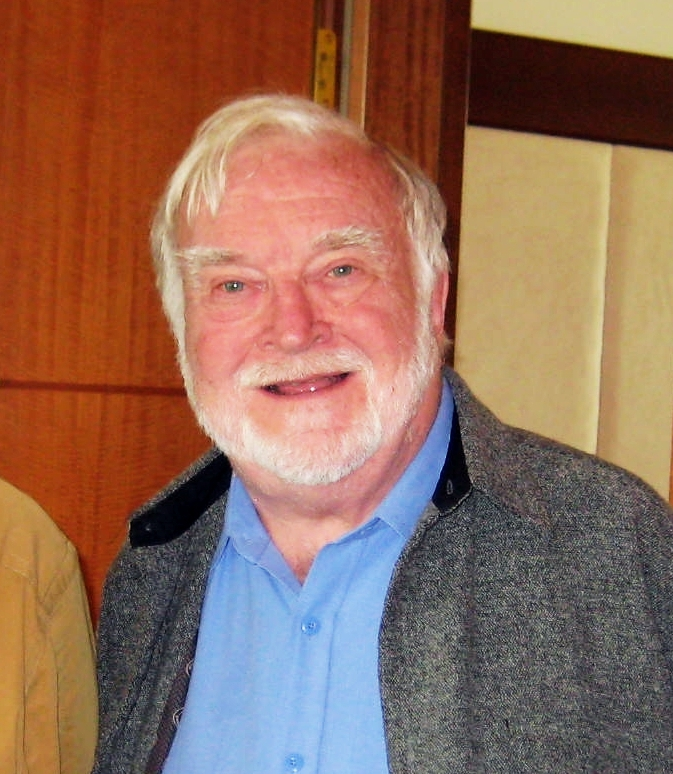
ミハイ・チクセントミハイ／10月20日没

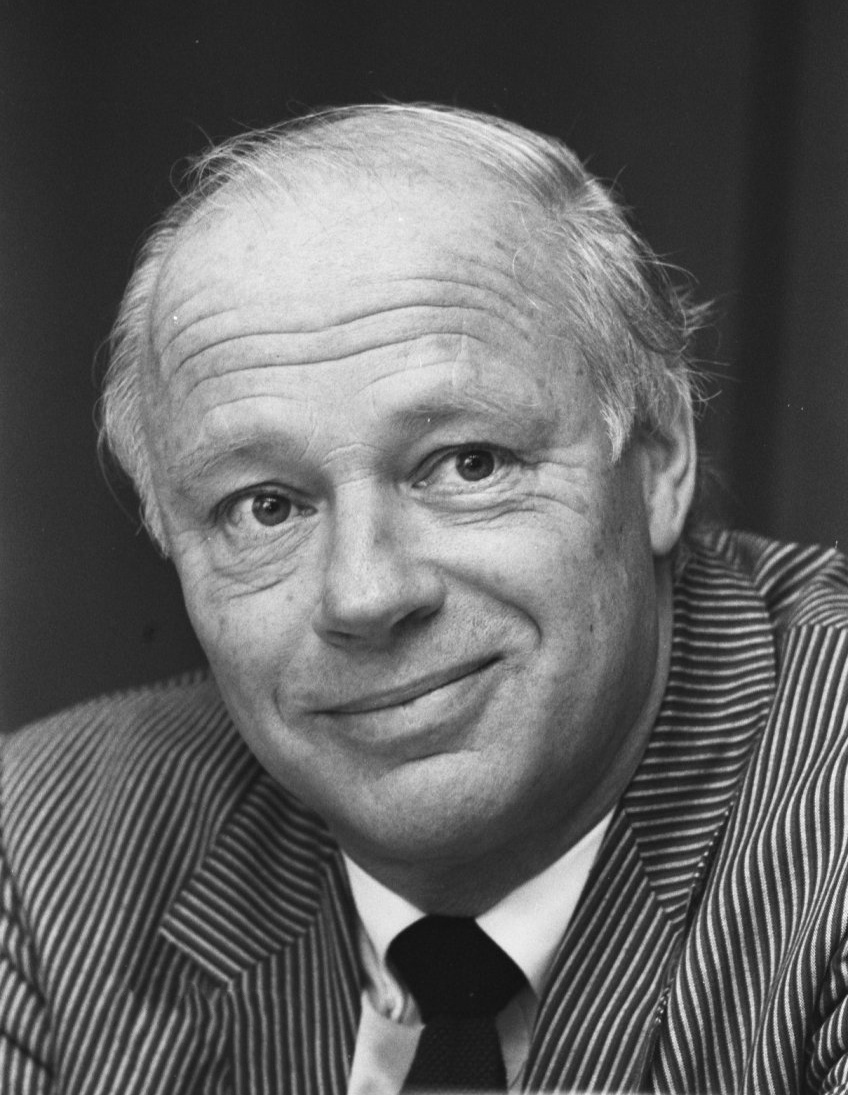
ベルナルト・ハイティンク／10月21日没

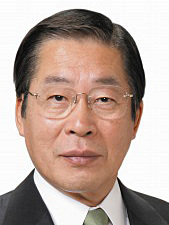
鹿野道彦／10月21日没

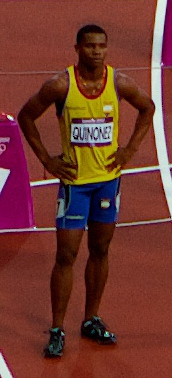
アレックス・キニョネス／10月22日没

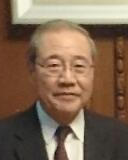
宮田孝一／10月24日没

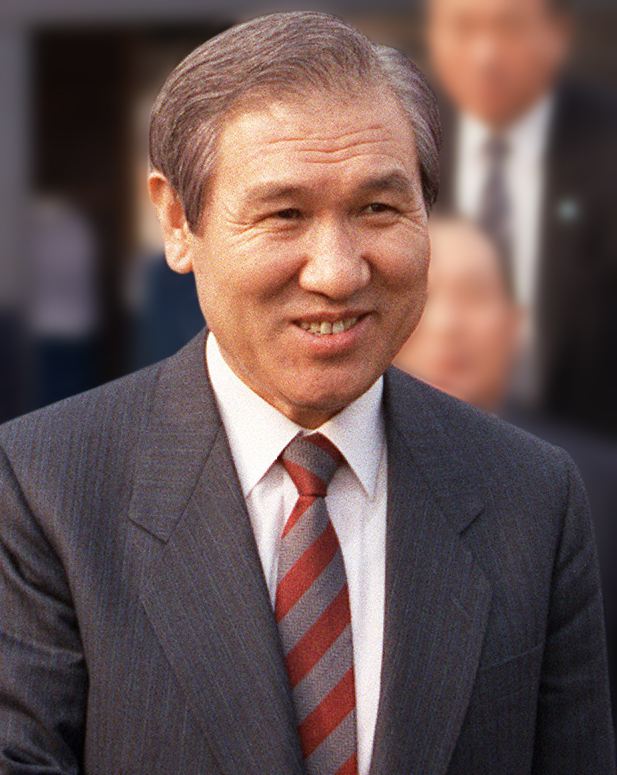
盧泰愚／10月26日没

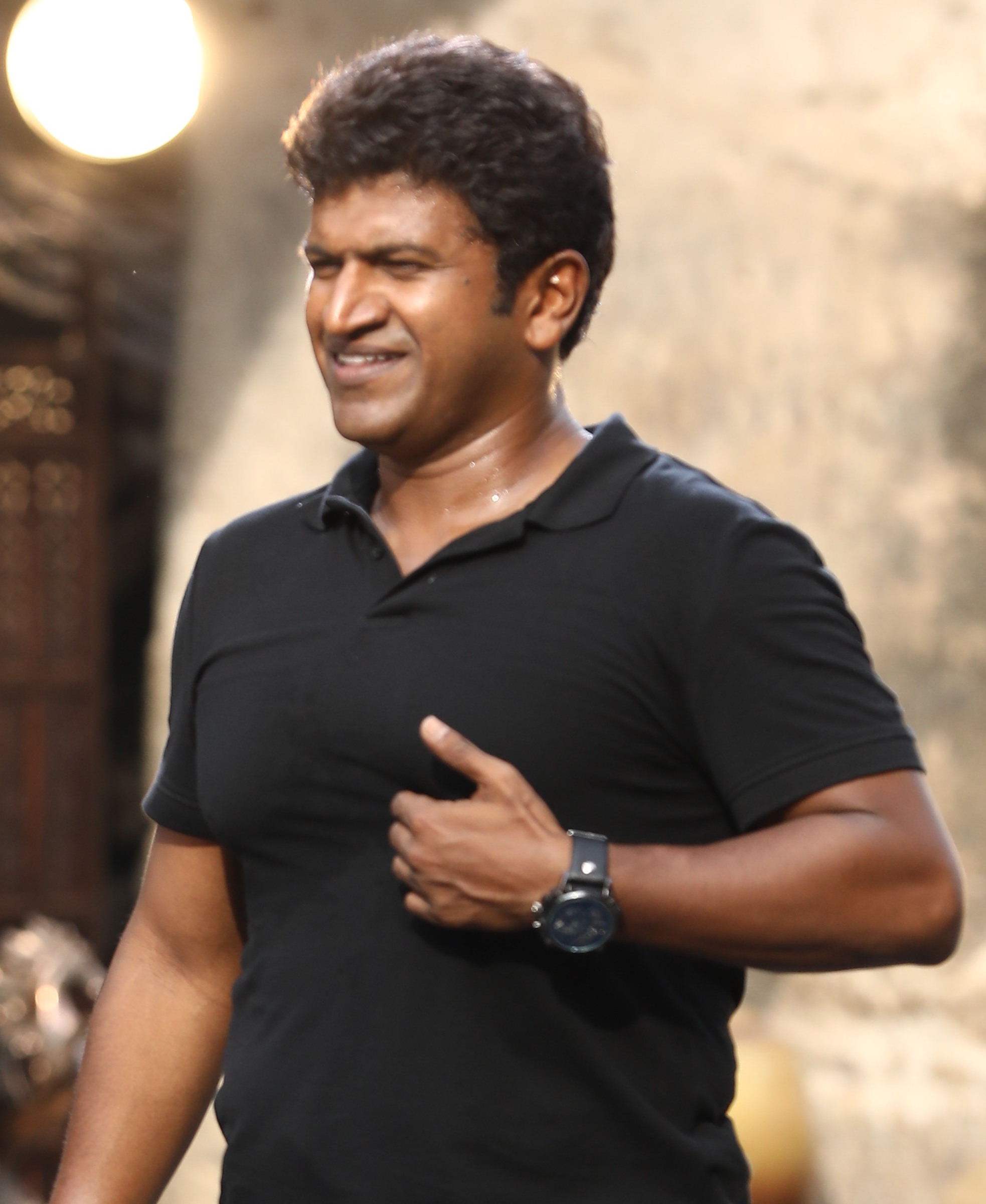
プニート・ラージクマール／10月29日没

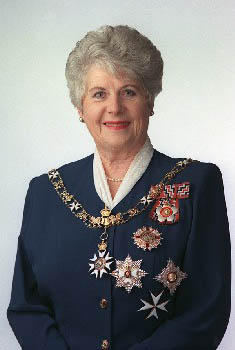
キャサリン・ティザード／10月31日没

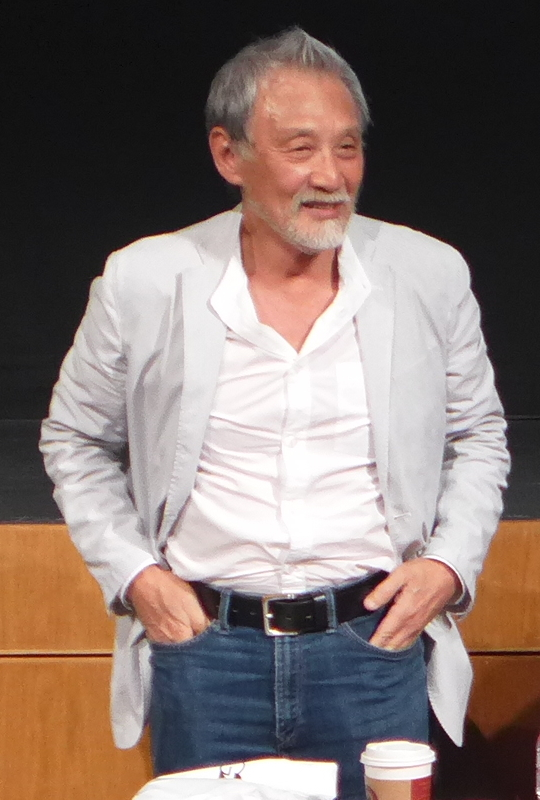
ディーン・セキ／10月31日没

- 10月16日 - ベティ・リン、アメリカ合衆国の女優（* 1926年）[102]
- 10月16日 - レオ・ボアヴァン（英語版）、カナダの元アイスホッケー選手・指導者【ボストン・ブルーインズなどに所属】（* 1932年）[103]
- 10月16日 - 鈴木誠道、日本の社会システム工学者、上智大学名誉教授（* 1933年）[104]
- 10月16日 - アラン・ホークショウ（英語版）、イギリスの作曲家（* 1937年）[105]
- 10月16日 - ロン・タット（英語版）、アメリカ合衆国のドラマー（* 1938年）[106]
- 10月16日 - 四代目桂文字助、日本の落語家（* 1946年）[107][108]
- 10月16日 - ロジャー・ホイ（英語版）、香港出身のカナダのコンピュータ科学者、J言語共同開発者（* 1953年）[109]
- 10月16日 - 小野浩、日本のゲームクリエイター、デザイナー（* 1957年）[110]
- 10月16日 - オード・キリブーン、タイの歌手（* 1964年）[111]
- 10月17日 - 花柳千代、日本の日本舞踊家（* 1924年）[112]
- 10月17日 - 渡邊和也、日本のコンピュータ技術者（* 1931年）[113]
- 10月17日 - 飯島敏宏、日本のドラマプロデューサー・演出家、映画監督、脚本家（* 1932年）[114]
- 10月17日 - アーナス・ボーデルセン、デンマークの小説家（* 1937年）[115]
- 10月17日 - ブレンダン・ケネリー（英語版）、アイルランドの詩人、作家（* 1937年）[116]
- 10月17日 - チェ・ジヒ（朝鮮語版）、韓国の女優（* 1940年）[117]
- 10月17日 - チャック・バンドラント（英語版）、アメリカ合衆国の実業家、トライデントシーフード創業者（* 1942年）[118]
- 10月17日 - 前田五郎、日本の漫才師、コメディNo.1メンバー（* 1942年）[119]
- 10月17日 - アフマド・シャー・アフマドザイ、アフガニスタンの政治家、元首相代行（* 1943年）[120]
- 10月17日 - BADBOY非道、日本のプロレスラー（* 1969年）[121]
- 10月17日 - ブライアン・ガサウェイ（英語版）、アメリカ合衆国の元総合格闘家（* 1972年）[122]
- 10月18日 - ジョー＝キャロル・デニソン（英語版）、アメリカ合衆国の女優、モデル、第16代ミス・アメリカ（* 1923年）[123]
- 10月18日 - フランコ・チェリ（英語版）、イタリアのギタリスト、コントラバス奏者（* 1926年）[124]
- 10月18日 - コルナイ・ヤーノシュ、ハンガリーの経済学者（* 1928年）[125]
- 10月18日 - コリン・パウエル、アメリカ合衆国の政治家、陸軍軍人、退役陸軍大将、第65代国務長官（* 1937年）[126]
- 10月18日 - エディタ・グルベローヴァ、スロバキアのソプラノ歌手（* 1946年）[127]
- 10月18日 - 陳柔縉（中国語版）、台湾のノンフィクション作家（* 1964年）[128]
- 10月18日 - クリストファー・エアーズ（英語版）、アメリカ合衆国の俳優、声優（* 1965年）[129]
- 10月18日 - ショーン・ワイヌイ、ニュージーランドのラグビー選手（* 1995年）[130]
- 10月19日 - ジャック・エンジェル、アメリカ合衆国の声優（* 1930年）[131]
- 10月19日 - レスリー・ブリッカス（英語版）、イギリスの作曲家、劇作家（* 1931年）[132]
- 10月20日 - 渡辺淳、日本の仏文学者、評論家、東京都立大学名誉教授（* 1922年）[133]
- 10月20日 - 嶋田しづ、日本の洋画家（* 1923年）[134]
- 10月20日 - 西川礼二、日本の実業家、元三菱ガス化学社長（* 1928年?）[135]
- 10月20日 - 牧阿佐美、日本のバレリーナ、振付師（* 1933年）[136]
- 10月20日（訃報発表日） - 横内悦夫、日本のオートバイエンジニア（* 1934年）[137]
- 10月20日 - ミハイ・チクセントミハイ、ハンガリー出身のアメリカ合衆国の心理学者（* 1934年）[138]
- 10月20日 - 川口真、日本の作曲家、編曲家（* 1937年）[139]
- 10月20日 - ジェリー・ピンクニー（英語版）、アメリカ合衆国のイラストレーター、児童文学作家（* 1939年）[140]
- 10月21日 - ベルナルト・ハイティンク、オランダの指揮者（* 1929年）[141]
- 10月21日 - 鹿野道彦、日本の政治家、元衆議院議員【自由民主党・新党みらい・新進党・国民の声・民政党・民主党所属】、第14・52・53代農林水産大臣、第12代総務庁長官（* 1942年）[142]
- 10月21日 - 杉本沙織、日本の声優（* 1964年）[143][144]
- 10月21日 - ハリーナ・ハッチンス、ウクライナ出身のアメリカ合衆国の撮影監督（* 1978年?）[145]
- 10月21日 - エイナル（英語版）、スウェーデンのラッパー（* 2002年）[146]
- 10月22日 - ヴャチェスラフ・ヴェデニン（英語版）、ロシアの元スキー競技選手、1972年札幌オリンピッククロスカントリースキー30km・4x10kmリレー金メダリスト【旧ソビエト連邦代表】（* 1941年）[147]
- 10月22日 - ジョージ・バトラー（英語版）、イギリス出身のアメリカ合衆国の映画監督（* 1943年）[148]
- 10月22日 - ウド・ツィンマーマン（英語版）、ドイツの作曲家、音楽学者、舞台演出家（* 1943年）[149]
- 10月22日 - ピーター・スコラーリ（英語版）、アメリカ合衆国の俳優（* 1955年）[150]
- 10月22日 - アレックス・キニョネス、エクアドルの陸上競技選手、2019年ドーハ世界陸上200m銅メダリスト（* 1989年）[151]
- 10月23日 - マルセル・ブリュワル（英語版）、フランスの映画監督（* 1925年）[152]
- 10月23日 - 劉宝山（中国語版）、中華人民共和国の武術家、少林寺塔溝武術学校創設者（* 1931年）[153]
- 10月23日 - 樋口有介、日本の小説家（* 1950年）[154]
- 10月24日 - 坪井直、日本の日本原水爆被害者団体協議会代表委員、広島県原水爆被害者団体協議会理事長（* 1925年）[155][156]
- 10月24日 - イ・テウォン（朝鮮語版）、韓国の実業家、映画プロデューサー、太興映画（朝鮮語版）創業者（* 1938年）[157]
- 10月24日 - 三浦等、日本の実業家、元東洋埠頭社長（* 1946年?）[158]
- 10月24日 - 宮田孝一、日本の銀行家、三井住友銀行取締役会長（* 1953年）[159]
- 10月24日 - ジェームズ・マイケル・タイラー、アメリカ合衆国の俳優（* 1965年）[160][161]
- 10月25日 - アルフレード・ディエス・ニエト（英語版）、キューバの作曲家、指揮者（* 1918年）[162]
- 10月25日 - パトリック・レンチェンズ（英語版）、イギリスのステンドグラスデザイナー（* 1925年）[163]
- 10月25日 - 丸森仲吾、日本の銀行家、元七十七銀行頭取（* 1932年）[164]
- 10月25日 - 大沢保、日本の実業家、元大王製紙社長（* 1935年?）[165]
- 10月25日 - 鳥海廣義、日本の実業家、元ユニプレス社長（* 1936年?）[166]
- 10月25日 - フォフィ・ゲンニマタ（英語版）、ギリシャの政治家、全ギリシャ社会主義運動・変革のための運動（ギリシア語版）党首、国会議員（* 1964年）[167]
- 10月26日 - モート・サル（英語版）、カナダ出身のアメリカ合衆国のコメディアン（* 1927年）[168]
- 10月26日 - 盧泰愚、大韓民国の政治家、第13代大統領（* 1932年）[169]
- 10月26日 - 仲條正義、日本のグラフィックデザイナー（* 1933年）[170]
- 10月26日 - パルト小石、日本のマジシャン、ナポレオンズのメンバー（* 1952年）[171][172][173]
- 10月26日 - ウォルター・スミス、スコットランドの元サッカー選手・指導者、元同国代表監督（* 1948年）[174]
- 10月27日 - 田矢一夫、日本の化学者、東京学芸大学名誉教授（* 1925年）[175]
- 10月27日 - 高郷石峰、日本の書家（* 1931年?）[176]
- 10月27日 - ベンジャミン・ヴァレ（英語版）、スウェーデンのギタリスト、ヴァイアグラ・ボーイズ（英語版）メンバー（* 1974年）[177]
- 10月28日 - 高岩淡、日本の実業家、映画プロデューサー、元東映社長（* 1930年）[178]
- 10月29日 - 太田淑子、日本の声優、俳優（* 1932年）[179]
- 10月29日 - 石川錬治郎、日本の政治家、元秋田市長、元秋田県議会議員（* 1939年）[180]
- 10月29日 - クレマン・ムアンバ（英語版）、コンゴ共和国の政治家、第16代首相（* 1943年）[181]
- 10月29日 - プニート・ラージクマール、インドの俳優（* 1975年）[182]
- 10月30日 - アーダ・カンペオル（英語版）、イタリアのレストラン経営者、ティラミス考案者の1人（* 1928年）[183]
- 10月30日 - 松山幸雄、日本のジャーナリスト、元朝日新聞論説主幹（* 1930年）[184]
- 10月30日 - イーゴリ・キリロフ（英語版）、ロシアのニュースキャスター（* 1932年）[185][186]
- 10月30日 - 簡明仁（中国語版）、台湾の実業家、楽天国際商業銀行董事長（* 1951年）[187]
- 10月30日 - ジェリー・レミー（英語版）、アメリカ合衆国の元MLB選手【カリフォルニア・エンゼルス、ボストン・レッドソックス所属】、レッドソックス専属解説者（* 1952年）[188]
- 10月30日 - 佐藤正人、日本のオートレーサー（* 1970年）[189]
- 10月30日 - 蔡憶凡（英語版）（凡凡）、台湾のドラマー、草東沒有派對（No Party for Cao Dong）メンバー（* 1995年）[190][191]
- 10月31日 - ドロシー・マンリー（英語版）、イギリスの元陸上競技選手、1948年ロンドンオリンピック女子100m銀メダリスト（* 1927年）[192]
- 10月31日 - キャサリン・ティザード、ニュージーランドの政治家、元オークランド市長、第16代総督（* 1931年）[193]
- 10月31日 - 霜田一敏、日本の教育学者、愛知教育大学名誉教授（* 1931年）[194]
- 10月31日 - ネルソン・フレイレ、ブラジルのピアニスト（* 1944年）[195]
- 10月31日 - 泉史博、日本の銀行家、元中国銀行頭取（* 1947年）[196]
- 10月31日 - ディーン・セキ、香港の俳優、映画プロデューサー（* 1949年）[197]

## 没日不明
- 大森田不可止、日本のゲーム開発者（* 生年不明）[198]